# Lovely Difficult
Lovely Difficult es el cuarto disco de la artista caboverdiana Mayra Andrade, editado por Sony y lanzado en 2013. Lovely Difficult es menos tradicional y más pop que sus tres primeros álbumes, e incluye colaboraciones con artistas de los Estados Unidos, Israel, Francia, e Inglaterra y canciones en portugués, criollo caboverdiano, francés e inglés.  El primer sencillo, "We Used to Call It Love" ("Lo decíamos amor"), fue lanzado en septiembre de 2013.

## Recepción
Fue nominado en la categoría del mejor álbum de World music en los Victoires de la musique de 2014.

## Lista de canciones
1. Ténpu Ki bai   (Mayra Andrade)
2. We used to call it love  (Pascal Danae - Mayra Andrade)
3. Build it up  (Krystle Warren)
4. Ilha de Santiago   (Mário Lúcio Sousa)
5. Le jour se lève  (Yann Walcker / Yael Naïm)
6. A-mi n kre-u txeu   (Mayra Andrade)
7. Rosa   (Mayra Andrade / Mayra Andrade & Munir Hossn)
8. 96 days   (Hugh Coltman)
9. Les mots d'amour   (Tété)
10. Trés mininu   (Mayra Andrade / Mayra Andrade & Piers Faccini)
11. Téra Lonji  (Mayra Andrade / Pascal Danae)
12. Simplement  (Benjamin Biolay)
13. Meu farol  (Mayra Andrade / Mayra Andrade & Munir Hossn)